# Marmaray
Marmaray (pronunțat [ˈmarmaraj] ⓘ) este o linie feroviară intercontinentală de navetă (linie metropolitană) în Istanbul, Turcia, cu o lungime de 76,6 de kilometri. Acesta cuprinde un tunel feroviar sub strâmtoarea Bosfor și modernizarea liniilor ferate metropolitane existente de-a lungul Mării Marmara de la Gara Halkalı în partea europeană până la Gara Gebze în partea asiatică. Achiziția de material rulant nou pentru traficul metropolitan de călători a făcut, de asemenea, parte din acest proiect. Construcția a început în 2004, cu o dată inițială de inaugurare planificată în aprilie 2009. După mai multe întârzieri cauzate de descoperirea unor situri istorice și arheologice, prima fază a proiectului a fost inaugurată la 29 octombrie 2013. Este prima conexiune feroviară cu ecartament normal între Europa și Asia. A doua fază a proiectului a fost programată să fie inaugurată în 2015, dar lucrările au fost oprite în 2014. Lucrările au fost reluate în februarie 2017 și linia completă a fost inaugurată la 12 martie 2019.
Marmaray este al patrulea sistem subteran din Istanbul după funicularul Tünel (linia F2), Metroul din Istanbul și funicularul Kabataș – Taksim  (linia F1). Sistemul Marmaray este extrem de integrat cu liniile de metrou.
Numele Marmaray este format prin combinarea numelui Mării Marmara, care se află chiar la sud de locul proiectului, cu ray, cuvântul turcesc pentru cale ferată. Presa turcă l-a comparat cu Drumul Mătăsii.

## Proiect
Proiectul include o trecere prin tunel (13,6 kilometri) pe sub Bosfor și modernizarea a 63 de kilometri de linii feroviare metropolitane pentru a crea o linie de pasageri de mare capacitate de 76,6 de kilometri între gările Gebze și Halkalı, împreună cu achiziționarea a 440 de trenuri electrice multiple.

### Primă fază
Contractul de construcție a proiectului a fost atribuit unui consorțiu japonezo-turc condus de Taisei Corporation în iulie 2004. Consorțiul a inclus companiile Gama Endustri Tesisleri Imalat ve Montaj și Nurol Construction.

Traseul proiectului tunelului feroviar (linia punctată) în cadrul căii ferate Marmaray, peste strâmtoarea Bosfor

Bosforul (strâmtoarea Istanbul) este traversat de un tub imersat de 1,4 km lungime rezistent la cutremure, format din 11 secțiuni; opt secțiuni au 135 m, două secțiuni au 98,5 m, iar o secțiune are 110 m lungime. Aceste secțiuni cântăresc aproape 18.000 de tone. Secțiunile au fost așezate la 60 metri sub nivelul mării: din care 55 metri sunt sub apă și 4,6 metri sunt sub pământ.  Acest tub subacvatic este conectat cu tunelul de la  Kazlıçeșme în partea europeană și cu  Ayrılıkçeșmesi în  partea asiatică a Istanbulului. Este cel mai adânc tunel cu tuburi scufundate construit sub apă. Betonul rezistent la foc fabricat în Norvegia a fost un element crucial pentru siguranța proiectului.
Construcția proiectului Marmaray a început în mai 2004. Tunelul Marmaray a fost finalizat la 23 septembrie 2008 și o ceremonie oficială a fost organizată pentru a marca finalizarea tunelului la 13 octombrie.
Au fost construite noi stații sub pământ la Yenikapı, Sirkeci și Üsküdar. Stațiile de la Yenikapı și Ayrılık Çeșmesi fac legătura cu metroul din Istanbul. Trenurile de navetă merg acum de la stația Ayrılık Çeșmesi (în partea asiatică) la stația Kazlıçeșme (în partea europeană), oprindu-se în trei stații de metrou de-a lungul traseului.

### A doua fază
A doua etapă a constat în modernizarea căilor ferate actuale de la suprafață, între Gebze și Ayrılık Çeșmesi pe partea asiatică și între Kazlıçeșme și Halkalı pe partea europeană. A fost programat să fie finalizat în același timp cu prima fază (tuneluri și părți subterane), dar s-au făcut puține progrese în acest sens și este încă incomplet. O a treia linie va fi adăugată, care va oferi trenurilor electrice cu unități multiple (UEM) și altor vagoane feroviare posibilitatea de a se deplasa separat. Alte treizeci și șapte de stații aflate deasupra solului vor fi reconstruite sau renovate de-a lungul liniei. Capacitatea liniei a fost planificată să transporte 75.000 de călători pe oră în fiecare direcție (PPHPD). Semnalizarea va fi, de asemenea, modernizată pentru a permite trenurilor să fie cât mai aproape la două minute distanță unul de altul. Timpul de călătorie prevăzut de la Gebze la Halkalı este de 104 minute.

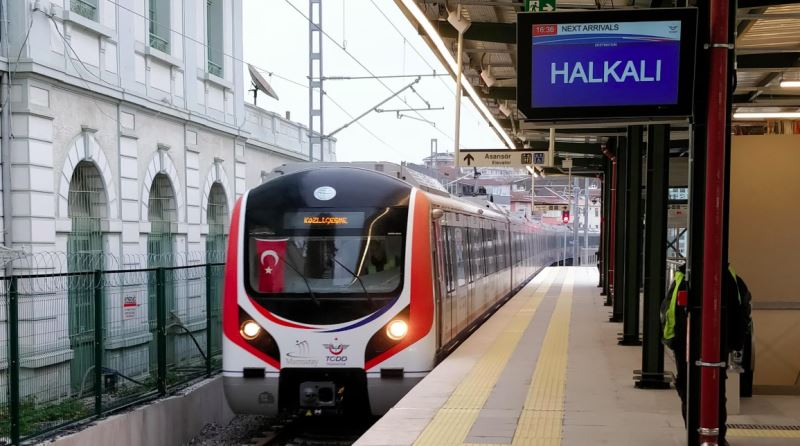
Trenul Marmaray în stația Bostancı în prima zi de operațiuni de pe linia Gebze-Halkalı

Finalizarea întregului proiect a fost întârziată în mod repetat. În decembrie 2009, era de așteptat să aibă loc în octombrie 2013, dar din mai 2015 vechile linii suburbane au fost eliminate, dar nu s-au făcut progrese în ceea ce privește înlocuirea acestora.  După finalizare, se estimează că utilizarea transportului feroviar în Istanbul va crește de la 3,6% la 27,7%.  De asemenea, este planificat ca în timpul orelor de vârf, trenurile YHT, linia principală și cele regionale să treacă, de asemenea, prin tunel pentru a ajunge în partea europeană a orașului. Linia de la Halkali la Gebze a fost inaugurată pe 12 martie 2019 de președintele Erdoğan. 

### Transport de marfă
În februarie 2010, Railway Gazette International a dezvăluit că administratorii tunelului angajează consultanți pentru a analiza opțiunile pentru transportul de mărfuri.
Deși nu a fost anunțat oficial de TCDD, prim-ministrul și oamenii de sub conducerea sa au afirmat de mai multe ori că Marmaray va contribui la schimbare termenului „Drumul Mătăsii” cu un alt nume,  „Drumul Mătăsii de Fier”, ceea ce ar permite tranzitul trenurilor de marfă între Europa și China. Trenurile de marfă care nu vor tarnsporta mărfuri periculoase se vor putea deplasa prin tunel atunci când serviciile de navetă nu funcționează (între orele 1:00 dimineața și ora 5:00 a.m ). 

### Finanțare
Agenția japoneză de cooperare internațională (JICA) și Banca Europeană de Investiții (EBI) au oferit finanțare majoră pentru acest proiect. Până în aprilie 2006, JICA a împrumut 111 miliarde de yeni și BEI a oferit 1,05 miliarde de euro. Costul total al proiectului este de așteptat să fie de aproximativ 2,5 miliarde de dolari SUA. La sfârșitul anului 2009, se aștepta ca costurile să crească cu aproximativ 500 milioane de dolari SUA din cauza întârzierilor cauzate de iturile arheologice. 